# 디나모 모스크바
디나모 모스크바(Динамо Москва/Dynamo Moscow)는 러시아 모스크바의 종합 스포츠 클럽이다. 여러 종목 팀들을 운영하고 있다.

## 팀 목록

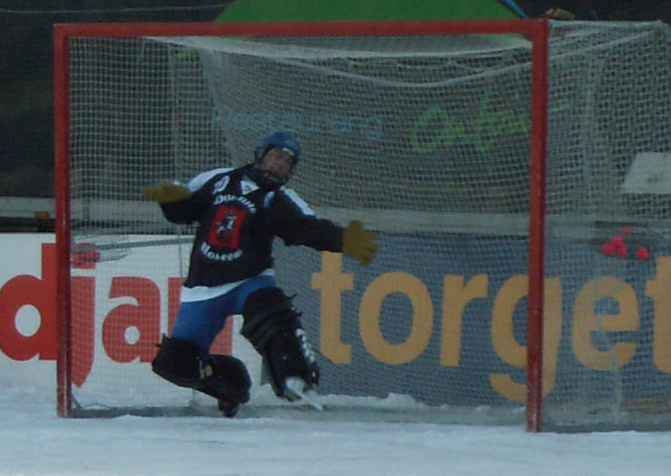
밴디

- FC 디나모 모스크바 (축구)
- BC 디나모 모스크바 (농구)
- WBC 디나모 모스크바 (여자 농구)
- VC 디나모 모스크바 (배구)
- WVC 디나모 모스크바 (여자 배구)
- HC 디나모 모스크바 (아이스하키)
- MFK 디나모 모스크바 (풋살)
- PFK 디나모 모스크바 (비치사커)
- WPC 디나모 모스크바 (수구)
- RC 디나모 모스크바 (럭비)
- 디나모 모스크바 (밴디)
- 디나모 모스크바 (펜싱)
- 디나모 모스크바 (수영)
- 디나모 모스크바 (체조)
- 디나모 모스크바 (조정)
- 디나모 모스크바 (사이클)
- 디나모 모스크바 (사격)
- 디나모 모스크바 (근대 5종 경기)
- 디나모 모스크바 (무술)